# Nordkorea i olympiska vinterspelen 1972
Nordkorea deltog med sex deltagare vid de olympiska vinterspelen 1972 i Sapporo. Ingen av landets deltagare erövrade någon medalj.